# الجي
الجيّ (المتعشّى)، وادي وقرية من قرى محافظة بدر في منطقة المدينة المنورة في السعودية، تقع غرب المدينة المنورة 

## التاريخ
- قال الإسکندري:

بكسر الجيم: واد عند الرّويثة بين مكة والمدينة، وهو الذي سال بأهله وهم نيام فذهبوا.
- قال السمهودي:

الجي (بالكسر وتشديد الياء)، تقدم في مساجد طريق مكة، قال الأسدي: وبه منازل وبئران عذبتا الماء، انتهى. وهو في سفح الجبل الذي سال بأهله وهم نيام، وينتهي عنده ورقان.